# NGC 6512
NGC 6512 est une petite galaxie lenticulaire située dans la constellation du Dragon. Sa vitesse par rapport au fond diffus cosmologique est de 8 283 ± 22 km/s, ce qui correspond à une distance de Hubble de 112,2 ± 8,6 Mpc (∼366 millions d'al). NGC 6512 a été découverte par l'astronome prussien Heinrich Louis d'Arrest en 1861.
À ce jour, deux mesures non basées sur le décalage vers le rouge (redshift) donnent une distance de 106,000 ± 22,627 Mpc (∼346 millions d'al), ce qui est à l'intérieur des valeurs de la distance de Hubble. Notons cependant que c'est avec la valeur moyenne des mesures indépendantes, lorsqu'elles existent, que la base de données NASA/IPAC calcule le diamètre d'une galaxie et qu'en conséquence le diamètre de NGC 6512 pourrait être d'environ 10,7 kpc (∼34 900 al) si on utilisait la distance de Hubble pour le calculer.